# Julia Ferrer
Julia Ferrer (seudónimo de Julia del Solar Bardelli; Lima, 25 de febrero de 1925 - Lima, 16 de febrero de 1995) fue una poeta peruana apreciada por la generaciones de poetas peruanos de su época y posteriores. Sobre Ferrer, el escritor peruano Sandro Chiri dijo: "Ella era como sus poemas: de carne y fuego".

## Biografía
Fue hija de Julia Bardelli y Juan del Solar Lostaunau; nació en la capital peruana en 1925. Realizó estudios en el Colegio Sagrados Corazones Belén. Tuvo dominio de los idiomas inglés, francés y parcialmente del alemán, el portugués y el quechua. Radicó durante la década del 1950 en diversas ciudades como São Paulo, Madrid, París, Ciudad de México y Ciudad de Guatemala. A su regreso al Perú, siguió cursos de teatro en el Instituto Nacional Superior de Arte Dramático (actual ENSAD). Actuó en varias obras de teatro y formó parte de varios elencos de radioteatro. También llevó cursos en la Escuela de Bellas Artes de Lima. Laboró como profesora en colegios estatales, para más tarde ser contratada por la Pontificia Universidad Católica del Perú para enseñar teatro. En sus últimos años laboró como traductora y trabajó buen tiempo en la Biblioteca Nacional del Perú. Tuvo dos hijas y un hijo: Laura, Julia y Marco. Falleció el 16 de febrero de 1995, en compañía de su último compañero, el pintor peruano Carlos Ostolaza.

## Sobre su poesía
Cuenta Rosina Valcárcel, citando el texto de Sarina Helfgott publicado en 1966, cómo fue su iniciación poética: 

A los doce años le fue revelada la poesía: «No sé por qué suerte de hechicería encontré en mi carpeta un libro muy viejo y le faltaban páginas: era un poemario de Omar Kayam (sic). Bastó que leyera un fragmento, para comprometerme definitivamente con la poesía. Este deslumbramiento se produjo una mañana de abril, en una pavorosa clase de Aritmética. Esa noche no pude dormir, agitada por nuevas vivencias y sensaciones». Al día siguiente, en su cuaderno de dibujo Raphael, escribió su primer verso que tituló: «Qué pena no poder ser poeta».
R. Valcárcel. Op Cit.

En vida publicó dos libros de poemas: Imágenes Porque Sí (1958) y La Olvidada Lección de Cosas Olvidadas (1966), así como algunos poemas en revistas literarias entre 1981 y 1995. A raíz de la publicación en 2004 de la antología Gesto, su obra poética está siendo revalorada por la crítica literaria y por las jóvenes generaciones de poetas luego de años de olvido.

## Obras
- Imágenes Porque Sí. Carátula de César Pereira. Lima: edición del autor, octubre de 1958.
- La Olvidada Lección de Cosas Olvidadas. Diseño: González. Lima: Ediciones Solisol, 1966.
- Gesto [Poemas 1942-1981]. Fotografías y Dibujos de Carlos A. Ostolaza Ramírez. Selección y Prólogo de Renato Gómez y Paul Guillén. Colofón de Christian F. Espinosa. Lima: tRpode Editores, marzo de 2004. 81 p. 309 ejemplares numerados.